# Maju Coutinho
Maria Júlia Coutinho ou simplement Maju Coutinho, née le 10 août 1978 à São Paulo, est journaliste et animatrice brésilienne. otre carrière a commencé sur TV Cultura, où il a fait le journal Jornal da Cultura et Cultura Meio-Dia. 
Elle a ensuite migré vers Rede Globo, en tant que journaliste et plus tard en tant que présentatrice météo, où elle s'est fait connaître, devenant GNT et Rádio Globo et en septembre 2019, elle est devenue la présentatrice de Jornal Hoje.